# ハートは戻らない
「ハートは戻らない」（ハートはもどらない）は、1987年3月21日にトーラスレコードからリリースされた早見優の19枚目のシングル。

## 概要
表題曲「ハートは戻らない」は、ドイツ出身の女性シンガー、Lady Lily (レディ・リリィ) が歌唱した1986年のユーロ・ヒット曲「Get out of my life」のカバー。
TBS系列で放送された音楽番組『ザ・ベストテン』では1984年の「誘惑光線・クラッ!」以来久々のランクインを記録し、登場2週目の出場時にはザ・ベストテン用のスペシャル・リミックスバージョンを披露した。
B面曲の「Sing for you」は、ハウス・フルーチェのCMソングとして使用された。

## 収録曲
1. ハートは戻らない (Get out of my life)
  - 作詞・作曲: Christian Bruhn（ドイツ語版）, Erika Bruhn, Richard William Palmer-James / 日本語詞: 森浩美 / 編曲: 西平彰
2. Sing for you
  - 作詞: 有川正沙子 / 作曲: 佐藤健 / 編曲: 戸塚修